# ロベール・シャンベロン

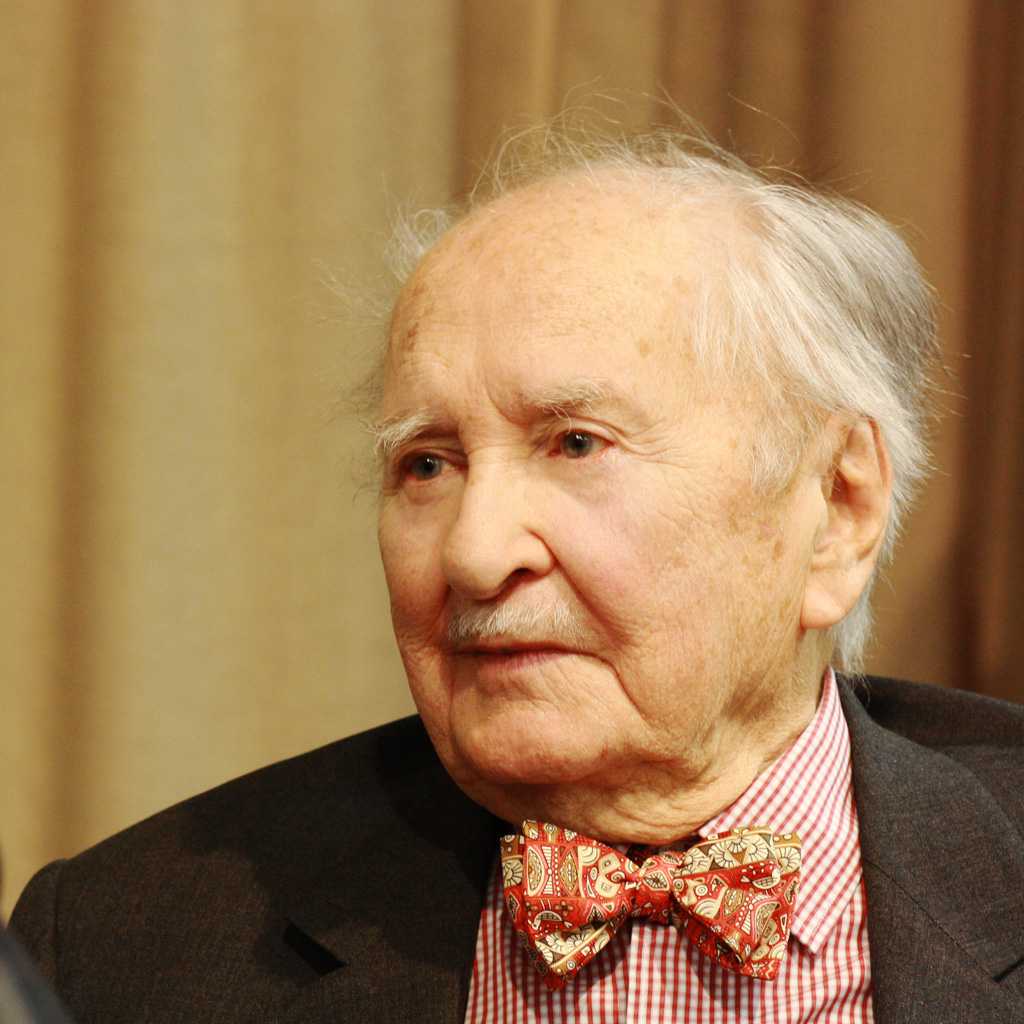
Robert-chambeiron

ロベール・シャンベロン（Robert Chambeiron、1915年5月22日 - 2014年12月30日）フランスの社会主義者。ジャン・ムーランやピエール・ムニエとともにC.N.Rの第一回総会の設営にたずさわった。
レジスタンス運動においてはピエール・ムニエと共にジャン・ムーランの依頼どおりに各方面と接触をとり続け、フランス共産党のやり方の真似をして、「敗者復活戦」を前もって決めておくようにしたり、ジャン・ムーランの住みかをいくつも用意しておいた。
ピエール・ブロソレットと某日サン＝ジェルマン大通りとレンヌ通りとの角のリップというカフェの側の大きな薬局で会合を持ったが、不首尾に終わった。